# Pogranicze Wojskowe
Pogranicze Wojskowe (chorw. Vojna Krajina, niem. Militärgrenze, serb. Војна Крајина, węg. Katonai határőrvidék, łac. Confiniaria militaria) – buforowy region graniczny monarchii habsburskiej, znajdujący się pod administracją wojskową, istniejący od XVI do XIX wieku wzdłuż granicy Królestwa Chorwacji oraz Królestwa Węgier z osmańską Turcją.

## Wojny tureckie
Ekspansja turecka w Europie spowodowała, że ziemie Korony św. Stefana, a potem państwa Habsburgów znalazły się w dużym niebezpieczeństwie, a granice przesuwały się stopniowo na północny zachód (terytorium Chorwacji kurczyło się, uciekinierzy z tego rejonu osiedlali się m.in. w dzisiejszym Burgenlandzie). Już w XV wieku królowie węgierscy Zygmunt Luksemburski i Maciej Korwin próbowali powołać w granicznych rejonach Królestwa Chorwacji specjalne instytucje, które miały umocnić obronę tego rejonu – zakładano umocnione obozy wojskowe, powoływano wyodrębnione okręgi administracyjne pod zarządem militarnym. W ślad za tym poszedł po 1526 Ferdynand I Habsburg, jednak środki te wciąż nie dawały zadowalających rezultatów.
Dlatego w 1553 cesarz zadecydował o powołaniu większej liczby okręgów wojskowych wzdłuż granicy chorwacko-tureckiej (według planów późniejszego dowódcy Pogranicza, Ivana Lenkovicia). Wzdłuż całej granicy zorganizowano sieć umocnień, obsadzonych przez wojska niemieckie i chorwackie – centrami okręgów były twierdze (Senj, Ogulin, Hrastovica, Žumberak, Koprivnica, Križevci, Ivanić). Okręgi zgrupowano w dwóch większych jednostkach terytorialnych: Pograniczu Chorwackim (Krabatische Gränitz, Hrvatska Krajina) oraz Górnoslawońskim (Oberslawonische Gränitz, Gornjoslavonska krajina). W 1578 r. zadecydowano o sposobie finansowania tych okręgów: Pogranicze Slawońskie miało być finansowane przez Styrię, zaś Chorwackie – z funduszy pozostałych rdzennych krajów austriackich.
W końcu XVI i w pierwszej połowie XVII w. oba okręgi zaczęto nazywać generalatami – Karlovački (Pogranicze Chorwackie) i Varaždinski (Pogranicze Górnoslawońskie). W tym czasie także wojskowa administracja nad tym regionem stopniowo była odbierana spod kontroli instytucji chorwackich (bana i sejmu) i skupiona została całkowicie w rękach dowództwa wojskowego Monarchii.
Mimo wprowadzonego systemu finansowania Pogranicza, wpływy nie pokrywały całości koniecznych wydatków. Dlatego w 1630 zadecydowano o ułatwieniu osiedlania się na wyludnionym wojnami Pograniczu imigrantów – głównie uciekinierów z terenów tureckich, najchętniej walczących zbrojnie przeciwko Imperium Osmańskiemu. Zachęcano ich do osiedlania się tutaj (jako wolnych chłopów) oczekując w zamian służby wojskowej. Ich prawa i obowiązki regulowały Statuta Valachorum, zagwarantowano m.in. wolność wyznania (uchodźcy w znakomitej większości byli prawosławnymi), co było znaczącym ustępstwem w katolickim państwie habsburskim.
Od tego momentu rozpoczął się napływ na te tereny ludności serbskiej (także wołoskiej), uciekającej spod okupacji osmańskiej i próbującej organizować walkę przeciw Turkom z terytorium państwa Habsburgów. Jej liczebność bardzo szybko wzrastała. Społeczność Pogranicza, coraz bardziej pomieszana etnicznie i wyznaniowo, zaczynała też równocześnie stanowić coraz sprawniejszy organizm wojskowy, a oddziały z tego regionu służyły Habsburgom nie tylko w wojnie z Turkami, ale także na innych frontach.

## Po zakończeniu wojen z Turcją
Wielka wojna z Turkami 1683–1699, zakończona traktatem karłowickim spowodowała uwolnienie od panowania tureckiego większości zagarniętych ziem chorwackich oraz węgierskich. Mimo to Pogranicze nie tylko nie zostało zlikwidowane, ale wręcz rozszerzono jego zasięg na wiele terenów przejętych od Turków (dolna Slawonia oraz południowe i wschodnie fragmenty dzisiejszej Wojwodiny, tj. Srem, Baczka i wschodnia część Banatu). Habsburgowie wysoko cenili sobie możliwość bezpośredniej kontroli nad tymi terenami oraz możliwość uzyskania tanich, sprawnych i licznych oddziałów wojskowych. M.in. powołano wówczas tzw. serežan – tworzących niepłatne oddziały pomocnicze (służba w nich zwalniała jednak z wszelkich podatków) o uprawnieniach także policyjnych, służące głównie do patrolowania trudnych regionów na granicy z Bośnią.
W 1737 zniesiono Statuta Valachorum. W tym okresie zreorganizowano Pogranicze, tworząc cztery Krajiny: Varaždinską, Karlovačką, Slawońską i Banacką. W drugiej połowie XVIII w. ponad 8% mieszkańców Pogranicza stanowili żołnierze (w skali całej monarchii – ok. 1,5%) – wyszkolona, profesjonalna siła, używana nie tylko na granicy tureckiej. Wskutek dalszej imigracji z ziem nadal znajdujących się pod panowaniem Osmańskim, a także w związku z poszerzeniem terytorium Pogranicza po 1699, populacja Pogranicza była coraz bardziej pomieszana. W 1790 r. Serbowie mieli stanowić 42,4% tutejszej ludności, Chorwaci – 35,5%, Rumuni – 9,7%, Węgrzy – 7,5%, Niemcy – 4,8%. Powierzchnia Pogranicza wynosiła 33,4 tys. km².

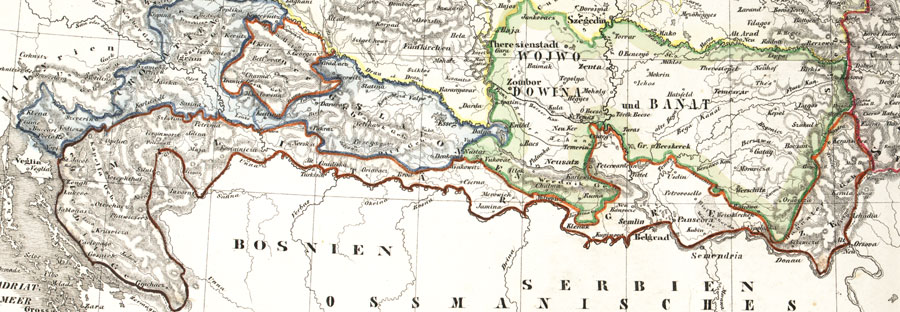
Pogranicze Wojskowe w XIX w. (czerwone granice)

Chorwacki sabor przez cały XIX w. postulował zlikwidowanie Pogranicza i włączenie go w granice Trójjedynego Królestwa Dalmacji, Chorwacji i Slawonii. W 1850 wydzielono wreszcie osobną administrację cywilną Pogranicza (poprzednio funkcjonowała także w latach 1787–1800), jak również nadano osadnikom posiadaną ziemię na własność. Wojskowo wciąż jednak podlegało ono bezpośrednio wiedeńskiemu ministrowi wojny. Demilitaryzacja Pogranicza miała miejsce dopiero w latach 1869–1873, a formalna likwidacja w 1881. Część Pogranicza położoną na północ od Dunaju włączono wówczas bezpośrednio do Królestwa Węgier, a resztę (stanowiącą większość jego terytorium) do Chorwacji.

## Organizacja wojskowa Pogranicza w XIX w.
W XIX wieku obowiązkiem służby wojskowej objęci byli wszyscy mężczyźni-osadnicy wojskowi, pomiędzy 17. a 60. rokiem życia.
Podstawową siłą militarną Pogranicza Wojskowego było w szczytowym okresie 17 pułków piechoty pogranicznej: cztery karlstadzkie, dwa warażdyńskie, trzy slawońskie, dwa banalskie, dwa banackie i cztery siedmiogrodzkie:
W 1746 roku zostały utworzone pułki piechoty nr 1–6 oraz 10 i 11, w 1750 roku pułki piechoty nr 7–9, w 1762 roku pułki piechoty nr 14–17, a w 1767 roku pułki piechoty nr 12 i 13, natomiast Batalion Czajkistów został zorganizowany w 1764 roku.
W 1850 roku funkcjonowały:
- 1. Karlstadzki Pułk Piechoty Pogranicza Wojskowego w Gospiciu,
- 2. Karlstadzki Pułk Piechoty Pogranicza Wojskowego w Otočacu (niem. Ottochacz),
- 3. Karlstadzki Pułk Piechoty Pogranicza Wojskowego w Ogulinie,
- 4. Karlstadzki Pułk Piechoty Pogranicza Wojskowego w Karlovacu,
- 5. Warażdyński Pułk Piechoty Pogranicza Wojskowego w Bjelovarze,
- 6. Warażdyński Pułk Piechoty Pogranicza Wojskowego w Bjelovarze,
- 7. Slawoński Pułk Piechoty Pogranicza Wojskowego w Vinkovcach (węg. Vinkovce),
- 8. Slawoński Pułk Piechoty Pogranicza Wojskowego w Novej Gradišce (niem. Neu-Gradisca),
- 9. Slawońsko-Sremski Pułk Piechoty Pogranicza Wojskowego w Sremskiej Mitrovicy,
- 10. Banalski Pułk Piechoty Pogranicza Wojskowego (były 1. Banalski) w Glinie,
- 11. Banalski Pułk Piechoty Pogranicza Wojskowego (były 2. Banalski) w Petrinji,
- 12. Banacki Pułk Piechoty Pogranicza Wojskowego w Pančevie (węg. Pancsova),
- 13. Banacki Pułk Piechoty Pogranicza Wojskowego w Caransebeș,
- 14. Siedmiogrodzki Pułk Piechoty Pogranicza Wojskowego (były 1. Szeklerski) w Miercurea-Ciuc (węg. Csíkszereda),
- 15. Siedmiogrodzki Pułk Piechoty Pogranicza Wojskowego w Târgu Secuiesc (węg. Kézdivásárhely, niem. Szekler Neumarkt),
- 16. Siedmiogrodzki Pułk Piechoty Pogranicza Wojskowego (były 1. Rumuński) w Orlat (węg. Orlát),
- 17. Siedmiogrodzki Pułk Piechoty Pogranicza Wojskowego (były 2. Rumuński) w Năsăud (węg. Naszód),
- 18. Banacki Pułk Piechoty Pogranicza Wojskowego w Belej Crkvie (niem. Weißkirchen),
- Batalion Czajkistów w Titlu[3].

Każda z tych jednostek posiadała okręg pułkowy dzielący się na dwanaście rejonów kompanijnych. Dwa pułki pograniczne tworzyły brygadę. Dowódcy wojskowi wszystkich szczebli sprawowali na terenie pogranicza władzę polityczną. Obok piechoty, siły pograniczne składały się z nielicznych jednostek jazdy oraz z tzw. batalionu czajkistów (od czajek). Formacje pograniczne używane były w razie potrzeby także poza terenem Pogranicza. Początek likwidacji Pogranicza Wojskowego nastąpił w 1850, kiedy osadnikom nadano ziemię na własność. Pułki pograniczne stopniowo zamieniano na zwykłe liniowe pułki piechoty, aż do roku 1873.
W 1851 roku:
- 15. Siedmiogrodzki Pułk Piechoty Pogranicza Wojskowego został przekształcony w 6. Siedmiogrodzki Pułk Piechoty Liniowej,
- 16. Siedmiogrodzki Pułk Piechoty Pogranicza Wojskowego został przekształcony w 46. Siedmiogrodzki Pułk Piechoty Liniowej,
- 17. Siedmiogrodzki Pułk Piechoty Pogranicza Wojskowego został przekształcony w 50. Siedmiogrodzki Pułk Piechoty Liniowej
- 18 Banacki Pułk Piechoty Pogranicza Wojskowego w Weißkirchen został połączony z 14. Siedmiogrodzkim Pułk Piechoty Pogranicza Wojskowego pod nazwą „14. Banacki Pułk Piechoty Pogranicza Wojskowego” w Weißkirchen[4][5].

W 1852 roku Batalion Czajkistów w Titlu został przekształcony w Batalion Piechoty Pogranicznej Titel.
W 1871 roku funkcjonowało czternaście pułków piechoty noszących kolejne numery 1–14.
Z dniem 1 stycznia 1872 roku 5. i 6. Warażdyńskie Pułki Piechoty Pogranicza Wojskowego zostały scalone z 16. Pułkiem Piechoty Liniowej w 16. Warażdyński Pułk Piechoty Liniowej.
Z dniem 1 listopada 1872 roku rozwiązano 12., 13. i 14. Banackie Pułki Piechoty Pogranicza Wojskowego oraz Batalion Piechoty Pogranicznej Titel, a z dniem 1 października 1873 roku pułki nr 1–11.

## Krajina
W wyniku konfliktów etnicznych powstałych w wyniku rozbicia Jugosławii i ogłoszenia niepodległości przez Chorwację (w 1991) Serbowie zamieszkujący ziemie dawnego Pogranicza Wojskowego ogłosili na tym terenie powstanie niezależnej Republiki Serbskiej Krajiny – adaptując nazwę Pogranicza (Vojna Krajina). Twór ten zlikwidowany został ostatecznie w 1995 r., a tereny te mniej wyróżniają się na tle pozostałych ziem chorwackich w wyniku emigracji ludności serbskiej.